# Feiert Jesus!
Feiert Jesus! ist der Titel einer Liederbuchreihe (Gesangbücher) und dazugehöriger CDs, überwiegend in der musikalischen Tradition von Lobpreis und Anbetungsliedern, die im Label SCM Hänssler des SCM-Verlags erscheint. Herausgegeben wurden die ersten drei Bände von Lukas Di Nunzio, Günter Hänssler und Gerhard Schnitter, dem Musiklektor des Hänssler Verlages. Verschiedene landeskirchliche und freikirchliche Werke und Verlage waren Kooperationspartner.
1995 wurde das erste „Feiert Jesus!“ mit 256 Titeln veröffentlicht; die Startauflage betrug 40.000 Exemplare. 2001 erschien der zweite Band mit einer Startauflage von 90.000 Exemplaren, und 2005 folgte der dritte Band der Reihe. Alle Bände enthalten neben deutschsprachigen auch englischsprachige Lieder. Im April 2008 erschien Feiert Jesus – to go mit 38 Songs aus den drei Vorgängerbänden und zusätzlich zwölf neuen Liedern. Das im Januar 2010 erschienene Feiert Jesus – to camp mit 30 Liedern ist auf reiß- und wasserfestem Kunststofffaserpapier gedruckt. Feiert Jesus 4 erschien im Herbst 2011 mit weiteren 200 Liedern und ergänzend dazu die Feiert Jesus! 4 – Listen & Learn CD. Im September 2017 folgte Feiert Jesus! 5 mit 248 Liedern, ebenfalls wieder mit der begleitenden Feiert Jesus! 5 Listen & Learn CD, 2023 erschien Feiert Jesus! 6.
CDs: Zeitgleich mit dem ersten Liederbuch erschien 1995 die erste „Feiert Jesus!“-Doppel-CD. Seitdem wurden jährlich weitere CDs produziert, zum Teil mit Startauflagen von 10.000 Exemplaren. Die CD „Feiert Jesus! 27“ erschien im Februar 2021. Produziert wurden die meisten CDs von Albert Frey. Die Aufnahmen fanden nicht nur in Tonstudios statt, sondern auch bei Operation Mobilisation in Mosbach oder in den Räumen der Freien evangelischen Gemeinde Heidelberg. Neben der eigentlichen CD-Reihe sind auch verschiedene „Feiert Jesus!“-Sonderversionen (zum Beispiel „Instrumental“, „lounge“, „on the piano 1+2“, „Christmas“, „Latino“, „Bläser und Chor“ oder „International“) erschienen (siehe Diskographie).

## Diskografie
Die Herausgeber des ersten Feiert Jesus!-Liederbuches erstellten diese CD-Reihe in Zusammenarbeit mit dem Hänssler-Verlag. Die erste Folge der begleitenden CD-Reihe war eine Zusammenstellung bereits veröffentlichter Titel. Für die nächsten Folgen wurde Lobpreisleiter und Musikproduzent Albert Frey gewonnen, der die Reihe sowohl mit Neuaufnahmen als auch unter Verwendung von Zweitverwertungen weiterführte. Die Vokalaufnahmen des Begleitchores fanden im Rahmen der Mission Praise Woche von Operation Mobilisation in Mosbach statt. Aus den Teilnehmern  formierte sich unter der Leitung von Lukas Di Nunzio ein Chor, der die mitwirkenden Solisten aus der deutschen Lobpreisszene seither begleitet. 1998 erschienen mit der vierten CD der Reihe erstmals ausschließlich Neuaufnahmen, darunter auch ganz neue Titel. Mit der sechsten Folge der Serie übernahm 2002 Alexander Lucas die Leitung des Chores.
| Jahr | Titel                                   | Mitwirkende Künstler | Produzenten                                             | Band                  |
| ---- | --------------------------------------- | --- | ------------------------------------------------------- | --------------------- |
| 1995 | Feiert Jesus!                           | ProJoe; Eberhard Rink; Graham Kendrick Robbin Casey; Werner Hoffmann; Kathi Arndt; Manfred Siebald Klangfarbe; Ann-Kristin Hoffmann; Axel Schruhl Studiochor, Johannes Nitsch Studiochor                                                               |                                                         | Band 1                |
| 1996 | Feiert Jesus!, Vol. 2                   | ProJoe; Robbin Casey; Kristin Reinhardt; Volker Dymel | Albert Frey; Lukas Di Nunzio                            | Band 1                |
| 1997 | Feiert Jesus!, Vol. 3                   | ProJoe; Noel Richards; Volker Dymel; Kristin Reinhardt; Johannes Nitsch Studiochor; Time To Sing | Albert Frey; Lukas Di Nunzio                            | Band 1                |
| 1998 | Feiert Jesus!, Vol. 4: Special          | Thea Eichholz; Elke Reichert; Andreas Volz; ProJoe; Sarah Brendel; Alle Instrumente gespielt von Albert Frey (Ausnahme: Bei Give me love Piano von Bernd-Martin Müller)                                                                                | Albert Frey; Lukas Di Nunzio                            | Band 1                |
| 1999 | Feiert Jesus!, Vol. 5: 100% live        | ProJoe; Andreas Volz; Elke Reichert; Thea Eichholz; Sarah Brendel; Burkhard Mayer-Andersson (Schlagzeug); Peter Neubauer (Bass); Marcus Watta (E-Gitarre); Albert Frey (Piano, Keyboard, Akustische Gitarre)                                           | Albert Frey; Lukas Di Nunzio                            | Band 1                |
| 2000 | Feiert Jesus!, Vol. 6                   | Andreas Volz; Anja Lehmann; Andrea Adams-Frey; Ann-Kristin Hoffmann; Lukas Di Nunzio; Ingo Beckmann; Burkhard Mayer-Andersson (Schlagzeug); Michael Fastenrath (Bass); Marcus Watta (E-Gitarre); Albert Frey (Piano, Hammond, Keyboards, Gitarren)     | Albert Frey; Lukas Di Nunzio                            | Band 1                |
| 2001 | Feiert Jesus!, Vol. 7                   | Andreas Volz; ProJoe; Andrea Adams-Frey; Anja Lehmann; Marcus Watta (Gesang und E-Gitarre); Daniel Jakobi (Schlagzeug); Peter Neubauer (Bass); Stephan Nobis (Hammond-Orgel & Fender Rhodes); Albert Frey (Keyboards, Programming, Akustische Gitarre) | Albert Frey; Lukas Di Nunzio                            | Band 2                |
| 2002 | Feiert Jesus!, Vol. 8                   | Tina Pantli; Sebastian Cuthbert; Lena Ahrend; Bernd-Martin Müller | Albert Frey; Alexander Lucas                            | Band 2                |
| 2003 | Feiert Jesus!, Vol. 9                   | Johannes Falk; Sebastian Cuthbert; Andrea Adams-Frey; Conny Reusch | Albert Frey; Alexander Lucas                            | Band 2                |
| 2004 | Feiert Jesus!, Vol. 10                  | Johannes Falk; Elke Reichert; Andrea Adams-Frey; Conny Reusch; Marcus Watta | Albert Frey; Alexander Lucas                            | Band 2                |
| 2005 | Feiert Jesus!, Vol. 11: Live In Concert | Vladimir Tajsic; Anja Lehmann; Claus-Peter Eberwein; Conny Reusch | Albert Frey; Alexander Lucas                            | Band 3                |
| 2006 | Feiert Jesus!, Vol. 12: Unplugged       | Andrea Adams-Frey; Marcus Watta; Johannes Falk; Katrin Lauer; ProJoe | Albert Frey; Alexander Lucas; Andrea Adams-Frey         | Band 3                |
| 2007 | Feiert Jesus!, Vol. 13                  | Sara Lorenz; Johannes Falk; Andreas Volz; Rebecca Watta | Albert Frey; Alexander Lucas                            | Band 3                |
| 2008 | Feiert Jesus!, Vol. 14                  | Anja Lehmann; Conny Reusch; Johannes Falk; Andreas Volz | Albert Frey; Alexander Lucas                            | Band 3                |
| 2009 | Feiert Jesus!, Vol. 15                  | Sara Lorenz; Johannes Falk; Andreas Volz; Andrea Adams-Frey | Albert Frey                                             | Band 3                |
| 2010 | Feiert Jesus!, Vol. 16                  | Sara Lorenz; Pamela Natterer; Johannes Falk; Lars Peter | Albert Frey; Alexander Lucas (Coproduzent; Chorleitung) | Band 4                |
| 2011 | Feiert Jesus!, Vol. 17                  | Andrea Adams-Frey; Johannes Falk; Andreas Volz; Katrin Lauer | Albert Frey; Alexander Lucas (Coproduzent; Chorleitung) | Band 4                |
| 2012 | Feiert Jesus!, Vol. 18                  | Thomas Enns; Juri Friesen; Pamela Natterer; Anja Lehmann | Albert Frey; Alexander Lucas (Coproduzent; Chorleitung) | Band 4                |
| 2013 | Feiert Jesus!, Vol. 19                  | Andreas Volz; Dennis Maaßen; Anni Barth; Anja Lehmann | Albert Frey; Alexander Lucas (Coproduzent; Chorleitung) | Band 4, to go 2       |
| 2014 | Feiert Jesus!, Vol. 20                  | Andreas Volz; Anja Lehmann; Dennis Maaßen; Pamela Natterer; Sebastian Cuthbert; Veronika Lohmer | Albert Frey                                             | ?                     |
| 2015 | Feiert Jesus!, Vol. 21                  | Lena Belgart; Conny Bader; Andreas Volz; Juri Friesen | Albert Frey; Alexander Lucas (Coproduzent; Chorleitung) | ?                     |
| 2016 | Feiert Jesus!, Vol. 22                  | Lena Belgart; Anja Lehmann; Claus-Peter Eberwein; Michael Janz | Albert Frey; Alexander Lucas (Coproduzent; Chorleitung) | ?                     |
| 2017 | Feiert Jesus!, Vol. 23                  | Conny Bader; David Krexa; Benjamin Gail; Daniel Jakobi (Schlagzeug); Michael Fastenrath (Bass); Florian Sitzmann | Albert Frey; Alexander Lucas (Coproduzent; Chorleitung) | Band 5                |
| 2018 | Feiert Jesus!, Vol. 24                  | Veronika Lohmer, Lena Belgart, Daniela May, Claus-Peter Eberwein und David Krexa | Albert Frey; Alexander Lucas (Coproduzent; Chorleitung) | Band 5                |
| 2019 | Feiert Jesus!, Vol. 25                  | Lena Belgart, Conny Bader, Anja Lehmann, Lars Peter & Michael Janz; Daniel Jakobi (Schlagzeug); Marc Ebermann (Bass); Florian Sitzmann (Keyboards); Lothar Kosse (Gitarren); Chris Lass (add. Keyboards)                                               | Albert Frey                                             | Feiert Jesus! to go 3 |
| 2020 | Feiert Jesus!, Vol. 26                  | Andrea Adams-Frey, Daniela May, Katja Zimmermann, Jan Primke & Michael Janz; Daniel Jakobi (Schlagzeug); Michael Fastenrath (Bass); Hannes Butzer (E-Gitarren, Pedal Steel); Florian Sitzmann (Keyboards)                                              | Albert Frey                                             | Feiert Jesus! Best of |
| 2021 | Feiert Jesus!, Vol. 27                  | | Albert Frey                                             |                       |
| 2021 | Feiert Jesus!, Vol. 28                  | | Albert Frey                                             |                       |
| 2022 | Feiert Jesus!, Vol. 29                  | | Albert Frey                                             |                       |
| 2022 | Feiert Jesus!, Vol. 30                  | | Albert Frey                                             |                       |
| 2023 | Feiert Jesus!, Vol. 31                  | | Albert Frey                                             |                       |
| 2023 | Feiert Jesus!, Vol. 32                  | | Albert Frey                                             |                       |

### Sondereditionen
| Jahr | Titel                                    | Repräsentativer Künstler                         | Mitwirkende Künstler                                                                           |
| ---- | ---------------------------------------- | ------------------------------------------------ | ---------------------------------------------------------------------------------------------- |
| 1998 | Feiert Jesus! – Bläser-Chor-Arrangements | Gerhard Schnitter                                | Lutz Scheufler; Andreas Volz; Time to Sing; Bläser des CVJM Posaunenchores Gomaringen          |
| 2006 | Feiert Jesus! – Lounge Music             | Tobi Wörner; Winnie Schweitzer                   |                                                                                                |
| 2009 | Feiert Jesus! – Latino                   | Dennis Thielmann                                 |                                                                                                |
| 2010 | Feiert Jesus! – Hymns                    | Samuel Jersak                                    | Katrin Lauer; Katja Zimmermann; Andreas Volz; Alex Lauer                                       |
| 2011 | Feiert Jesus! – Experience               | Tobi Wörner; Winnie Schweitzer                   | Simon Schlittenhardt; Steffi Bachteler; Johanna Mayer (Sprecherin)                             |
| 2011 | Feiert Jesus! – Reggae                   | Daveman                                          |                                                                                                |
| 2012 | Feiert Jesus! – Symphonic Praise         | George Garcia                                    | Pamela Natterer; Anatole Symphonic Orchestra                                                   |
| 2013 | Feiert Jesus! – Fresh Summer             | Daveman                                          |                                                                                                |
| 2013 | Feiert Jesus! – Folk                     | Götz Bergmann; Nathanael Wendt; Daniel Scheufler | Norm Strauss; Anja Lehmann; Glenn Kaiser; Frank Döhler; Sarah Kaiser; Tess Wiley; Kim McMechan |
| 2025 | Feiert Jesus! live                       | Albert Frey                                      | Anja Lehmann, Lena Belgart, Michael Janz, Bastian Benoa                                        |

#### Instrumental
Der Panflötist Benjamin Malgo veröffentlichte bislang zwei Alben als Feiert Jesus! – Instrumental.
| Jahr | Titel                                | Künstler       |
| ---- | ------------------------------------ | -------------- |
| 1999 | Feiert Jesus! – Instrumental         | Benjamin Malgo |
| 2007 | Feiert Jesus! – Instrumental, Vol. 2 | Benjamin Malgo |

#### Christmas
Das Produzententeam Tobi Wörner und Winnie Schweitzer veröffentlichte bislang zwei Folgen als Feiert Jesus!  – Christmas.
| Jahr | Titel                                         | Mitwirkende Künstler                             |
| ---- | --------------------------------------------- | ------------------------------------------------ |
| 1999 | Feiert Jesus! – Christmas: Licht der Welt     | Florence Joy; Michael Janz; Pamela Natterer; KAT |
| 2007 | Feiert Jesus! – Christmas: Gott wohnt bei uns | Florence Joy; Michael Janz; Pamela Natterer      |

#### On The Piano
Der Pianist Michael Schlierf spielte zwei Instrumentalalben unter Feiert Jesus! – On The Piano ein.
| Jahr | Titel                                | Künstler         |
| ---- | ------------------------------------ | ---------------- |
| 2004 | Feiert Jesus! – On The Piano         | Michael Schlierf |
| 2005 | Feiert Jesus! – On The Piano, Vol. 2 | Michael Schlierf |

#### Kids
Die CD-Reihe für Kinder im Alter von sieben bis zwölf Jahren erscheint parallel zur gleichnamigen Liederheftserie, produziert von Daniel Jakobi mit dem Feiert Jesus! Kids neben Gastsolisten.
| Jahr | Titel                        | Mitwirkende Künstler                                                        | Produzent     | Band   |
| ---- | ---------------------------- | --------------------------------------------------------------------------- | ------------- | ------ |
| 2010 | Feiert Jesus! – Kids         | Ann-Marie Falk; Volker Schmidt-Bäumler; Danny Fresh; Feiert Jesus! Kids     | Daniel Jakobi | Band 1 |
| 2011 | Feiert Jesus! – Kids, Vol. 2 | Pamela Natterer; Volker Schmidt-Bäumler; Feiert Jesus! Kids                 | Daniel Jakobi | Band 2 |
| 2012 | Feiert Jesus! – Kids, Vol. 3 | Pamela Natterer; Ann-Marie Falk; Volker Schmidt-Bäumler; Feiert Jesus! Kids | Daniel Jakobi | Band 3 |

#### Energy
| Jahr | Titel                          | Künstler         | Featuring                         |
| ---- | ------------------------------ | ---------------- | --------------------------------- |
| 2011 | Feiert Jesus! – Energy         | Dennis Thielmann | Karin Thielmann                   |
| 2011 | Feiert Jesus! – Energy, Vol. 2 | Dennis Thielmann | Debby van Dooren; Karin Thielmann |

#### Listen And Learn
Als praktische Hilfe zum Erlernen neuer Lieder aus dem vierten Band veröffentlichte Lars Peter 2011 das CD-Paket Feiert Jesus! – Listen And Learn aus sechs Audio-CDs, die alle Titel des Liederbuches in einfach interpretierter Form enthalten. Die Aufnahmen behalten die Originaltonart bei und die Lieder werden vollständig vorgetragen mit Klavier oder Gitarre begleitet.
| Jahr | Titel                            | Künstler   | Format |
| ---- | -------------------------------- | ---------- | ------ |
| 2011 | Feiert Jesus! – Listen And Learn | Lars Peter | 6CD    |

#### Power Praise
| Jahr | Titel                                | Mitwirkende Künstler            | Produzent                      |
| ---- | ------------------------------------ | ------------------------------- | ------------------------------ |
| 2012 | Feiert Jesus! – Power Praise, Vol. 1 | Florence Joy; Winnie Schweitzer | Tobi Wörner; Winnie Schweitzer |
| 2013 | Feiert Jesus! – Power Praise, Vol. 2 | Jonathan Enns; Florence Joy     | Tobi Wörner; Winnie Schweitzer |

### Compilations
| Jahr | Titel                     | Anmerkung                                                                                             |
| ---- | ------------------------- | --- |
| 2009 | Feiert Jesus! – To Pray   | Doppel-CD zum gleichnamigen Impulsbuch von David Schnitter, Compilation aus den Folgen der Hauptreihe |
| 2010 | Feiert Jesus! – Balladen  | Compilation aus den Folgen der Hauptreihe                                                             |
| 2009 | Feiert Jesus! – To Camp   | Doppel-CD zum gleichnamigen Liederbuch, Compilation aus den Folgen der Hauptreihe                     |
| 2012 | Feiert Jesus! – Lobpreis  | Compilation aus den Folgen der Hauptreihe                                                             |
| 2013 | Feiert Jesus! – Klassiker | Compilation aus den Folgen der Hauptreihe                                                             |

#### Best Of
In der Kompilationsreihe sind bisher zwei Doppel-CDs erschienen.
| Jahr | Titel                         | Format | Anmerkung                             |
| ---- | ----------------------------- | ------ | ------------------------------------- |
| 2004 | Best Of Feiert Jesus!         | 2CD    | Compilation aus den Folgen 1–10       |
| 2007 | Best Of Feiert Jesus!, Vol. 2 | 2CD    | Compilation aus Folgen der Hauptreihe |

#### To Go
Die Audioveröffentlichungen zu den Liederbüchern Feiert Jesus! – To Go, die größtenteils eine Zusammenstellung aus den Liederbüchern der Hauptreihe darstellen; mit Ausnahme von 13 erstveröffentlichten Noten im ersten, sowie weiteren im zweiten Band. Die gleichnamigen Doppel-CDs sind vollständig zusammengestellt aus bereits veröffentlichten Titeln.
| Jahr | Titel                         | Format | Anmerkung   |
| ---- | ----------------------------- | ------ | ----------- |
| 2008 | Feiert Jesus! – To Go         | 2CD    | Compilation |
| 2013 | Feiert Jesus! – To Go, Vol. 2 | 2CD    | Compilation |

##### To Go: Listen And Learn
Ebenso erschien eine Doppel-CD mit zusammengestellten Titeln aus Feiert Jesus! Listen And Learn an To Go adaptiert sowie eine dritte CD-Rom mit allen Noten des Liederhefts in digitaler Form.
| Jahr | Titel                                   | Format      | Anmerkung                                        |
| ---- | --------------------------------------- | ----------- | ------------------------------------------------ |
| 2008 | Feiert Jesus! – To Go: Listen And Learn | 2CD, CD-Rom | Compilation aus Feiert Jesus! – Listen And Learn |

#### International
Die Reihe Feiert Jesus! – International präsentiert Compilations der englischen Originalversionen ausgewählter Titel der Hauptreihe.
| Jahr | Titel                           | Mitwirkende Künstler                                      |
| ---- | ------------------------------- | --------------------------------------------------------- |
| 2006 | Feiert Jesus! – International   | Michael W. Smith; Rebecca St. James; Delirious?; Hillsong |
| 2008 | Feiert Jesus! – International 2 | Michael W. Smith; Delirious?; Hillsong                    |